# Sphenoptera cyanipes
Sphenoptera cyanipes es una especie de escarabajo del género Sphenoptera, familia Buprestidae. Fue descrita científicamente por Quedenfeldt en 1886.

## Distribución
Habita en la región afrotropical.